# Thagria ventrorecta
Thagria ventrorecta är en insektsart som beskrevs av Nielson 1977. Thagria ventrorecta ingår i släktet Thagria och familjen dvärgstritar. Inga underarter finns listade i Catalogue of Life.